# Alfred Nobels testamente

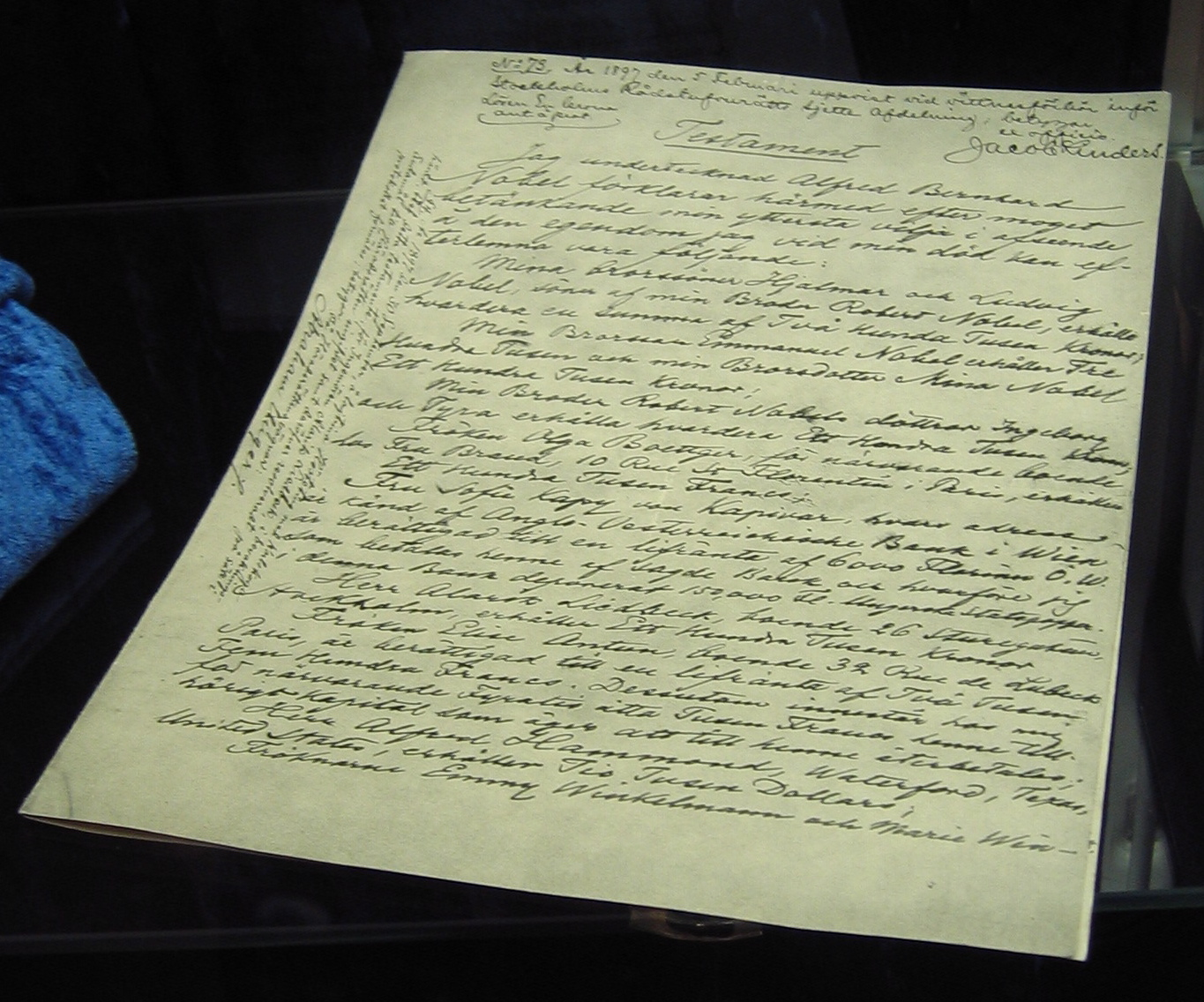
Faksimil över Alfred Nobels testamente på Björkborns herrgård i Karlskoga.

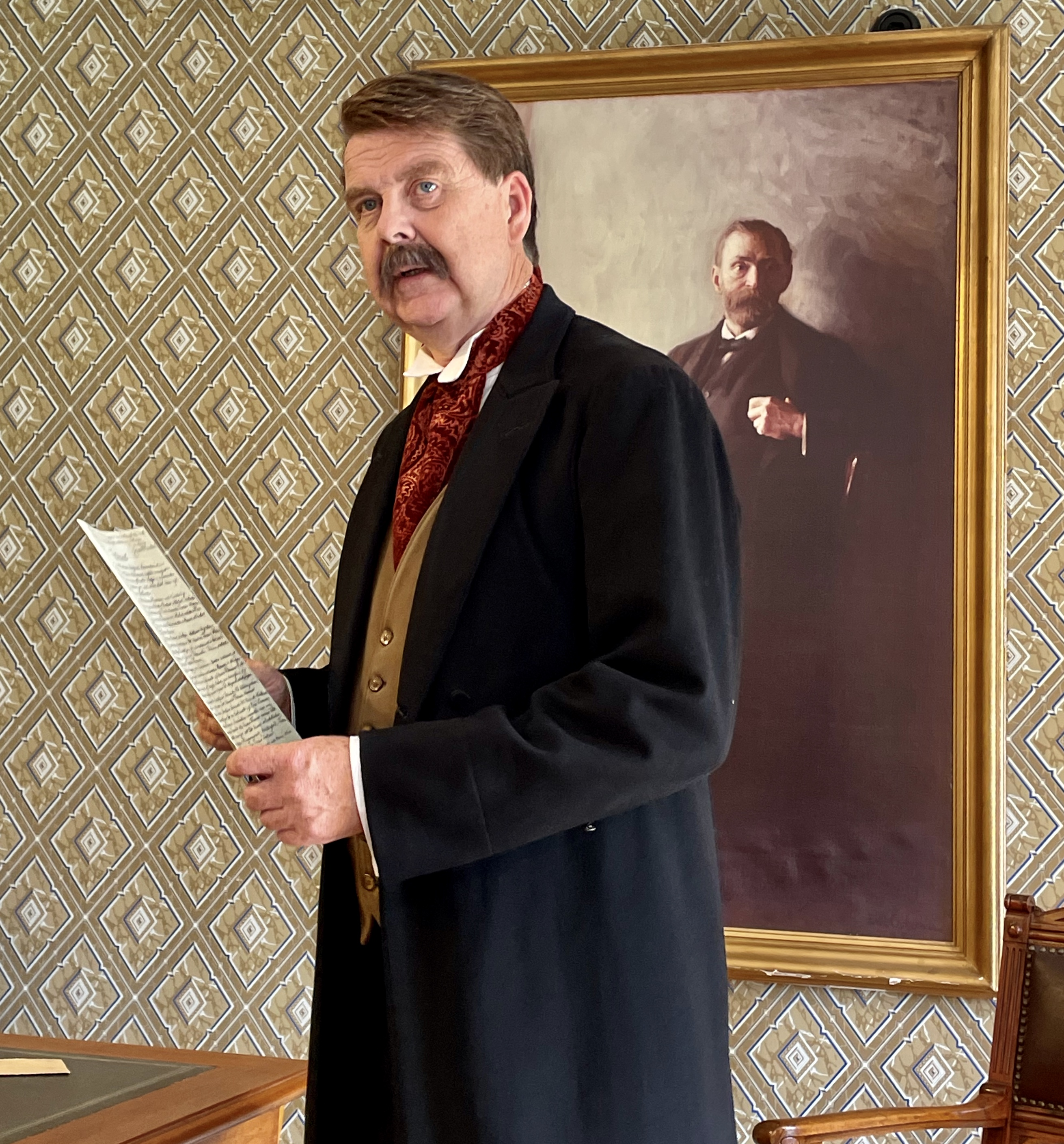
"Ragnar Sohlman" med Alfred Nobels testamente vid en visning på Björkborns herrgård.

Alfred Nobels testamente möjliggjorde nobelprisen, som anses vara den mest prestigefyllda utmärkelsen inom respektive område. De delades ut för första gången 1901.

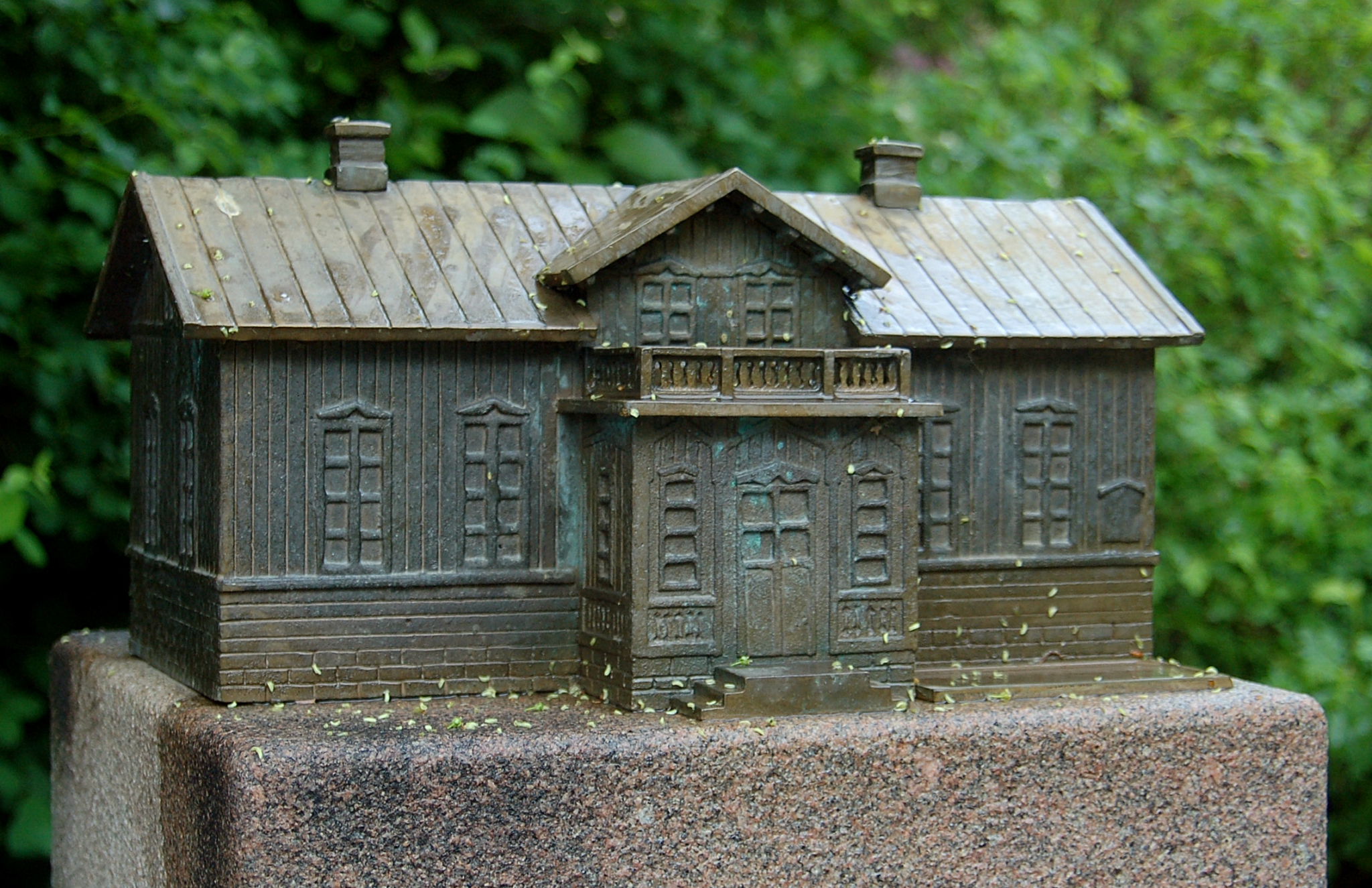
Modell över Karlshall.

Testamentet, från den 27 november 1895, lagfors i tingshuset Karlshall i Karlskoga den 13 februari 1897.

## Utdrag av testamentet
| ”                                                   | Jag undertecknad Alfred Bernhard Nobel förklarar härmed efter moget övervägande min yttersta vilja i afseende å den egendom jag vid min död kan efterlemna vara följande: (...) Öfver hela min återstående realiserbara förmögenhet förfares på följande sätt: Kapitalet av utredningsmännen realiseradt till säkra värdepapper skall utgöra en fond, hvars ränta årligen utdelas som prisbelöning åt dem som under det förlupna året hafva gjort menskligheten den största nytta. Räntan delas i fem lika delar som tillfalla: en del till den som inom fysikens område har gjort den vigtigaste upptäckt eller uppfinning; en del den som har gjort den vigtigaste kemiska upptäckt eller förbättring; en del den som har gjort den vigtigaste upptäckt inom fysiologiens eller medicinens domän; en del som inom litteraturen har produceradt det utmärktaste i idealisk rigtning; och en del åt den som har verkat mest eller best för folkens förbrödrande och avskaffande eller minskning av stående arméer samt bildande och spridande av fredskongresser. Prisen för fysik och kemi utdelas av Svenska Vetenskapsakademien; för fysiologien eller medicinska arbeten av Carolinska Institutet i Stockholm; för litteratur av Akademien i Stockholm samt för fredsförfäktare af ett utskott af fem personer som väljas af Norska Stortinget. Det är min uttryckliga vilja att vid prisutdelningarna intet afseende fästes vid någon slags nationstillhörighet sålunda att den värdigaste erhåller priset antingen han är skandinav eller ej.[...] Detta testamente är hittills det enda giltiga och upphäver alla mina föregående testamentariska testamenten om sådana skola förefinnas efter min död. Slutligen anordnar jag som varande min uttryckliga önskan och vilja att efter min död pulsådrorna uppskäras och att sedan detta skett och tydliga dödstecken af kompetenta läkare intygats, liket förbrännes i så kallad cremationsugn. | „ |
| – Paris den 27 november 1895, Alfred Bernhard Nobel | |   |